# تاكاهيرو تزاكا
تاكاهيرو تزاكا (باليابانية: 田崎 貴廣) (13 ديسمبر 1977 في أويتا في اليابان – )؛ هو لاعب كرة قدم سابق كان يلعب كمدافع.